# Liga Federal Femenina de Voleibol Argentino
La Liga Federal Femenina de vóley de Argentina, anteriormente conocida como Liga Femenina A2, es la tercera división nacional para clubes de vóley femenino en dicho país y es gestionada por FeVA. Fue creada en 2018 y contó con 10 equipos en su temporada inicial. La liga otorga ascensos a la Liga Nacional de Vóley Femenina.
La temporada inaugural fue ganada por Estudiantes de La Plata que venció en la final a Universitario de Córdoba. Ambos equipos lograron el ascenso.

## Historia
En 2018 se disputó la primera edición del torneo, que funcionó como segunda división del vóley femenino nacional. En 2019 contó con dieciséis equipos inscritos. Tras cinco días de competencia, Mupol de Buenos Aires logró vencer a Mendoza de Regatas en la final y se proclamó campeón. La temporada 2023 se disputó en Santiago del Estero del 7 al 15 de febrero, con la participación de 22 equipos incluyendo a la selección argentina juvenil. A mediados de 2024 la Federación de Voleibol Argentino anunció la creación de la Liga Nacional de Vóley Femenina como nueva segunda categoría del voley femenino, reservando el nombre Liga Federal para la tercera división, tal como ocurre en la rama masculina. Los equipos que disputaron la edición 2024 de la Liga Federal (y no lograron el ascenso a la Liga Femenina de Voleibol Argentino) clasificaron automáticamente a esta primera edición de la nueva categoría.

## Equipos participantes
Equipos de la temporada 2023 
| - Rosario Sonder - Municipalidad de Córdoba - Vélez Sarsfield - Club Bell (Córdoba) - Instituto (Córdoba) - Liniers de Bahía Blanca - Club Universitario de Córdoba - Selección Menor Argentina - Club Brujas - Ateneo Voley (Catamarca) - La Armonía (Entre Ríos) | - Bahiense del Norte - San Martín de Porres (Mendoza) - Banco Hispano - Club DARD (La Rioja) - Ateneo Voley (Sgo. del Estero) - Fundarte Voley (Sgo. del Estero) - San Isidro (Córdoba) - San Martín (Mendoza) - Salta Voley - Echagüe (Paraná) |

## Campeones
En negrita los que ascendieron.
| Temporada    | Campeón                            | Final | Subcampeón                       | Tercero                     | Cuarto                   |
| ------------ | ---------------------------------- | ----- | -------------------------------- | --------------------------- | ------------------------ |
| 2018         | Estudiantes de La Plata            | 3 - 0 | Universitario (Córdoba)          | Mupol (Buenos Aires)        | Olimpo (Bahía Blanca)    |
| 2019         | Mupol (BA)                         | 3-0   | Mendoza de Regatas               | Mar Chiquita                | CEF 5 (La Rioja)         |
| 2022 Detalle | Universidad Nacional de La Matanza | 3-0   | Municipalidad de Lomas de Zamora | Municipalidad de La Matanza | Club Mendoza de Regatas  |
| 2023 Detalle | Sonder                             | 3-2   | Vélez Sarsfield                  | Club Bell                   | Municipalidad de Córdoba |
| 2024 Detalle | Escuela Normal N.º 3               | 3-0   | Instituto (Córdoba)              | Club Bell                   | Unión (Santa Fe)         |
| 2025 Detalle | C. S. y D. Gral. San Martín        | 3-0   | Club Mendoza de Regatas          | C.A. Ciudad de Nieva        | C.D.y C. Unión Oncativo  |

1. ↑  No hizo uso del derecho adquirido y no ascendió.